# Jersey Shore (televisieprogramma)
Jersey Shore was een Amerikaanse realitysoap die uitgezonden werd door MTV.
Het programma werd voor het eerst op 9 december 2009 uitgezonden en volgt acht jongeren die tijdelijk huisgenoot zijn aan de Jersey Shore, de toeristische kust van de staat New Jersey aan de Atlantische Oceaan. Een tweede seizoen werd in 2010 uitgezonden en had Miami Beach als locatie. Voor het derde seizoen is wederom Jersey Shore de verblijfplaats. De reeks geeft een stereotiep beeld van voornamelijk Amerikanen van Italiaanse komaf. De serie is gebaseerd op The Real World.

## Deelnemers
| Naam                               | Seizoenen | Leeftijd  | Geboorteplaats                             | Afkomst                                        |
| ---------------------------------- | --------- | --------- | ------------------------------------------ | ---------------------------------------------- |
| Jenni "JWoww" Farley               | 1–6       | 23 (1986) | Franklin Square, New York                  | Spaans-Iers Amerikaans                         |
| Michael "The Situation" Sorrentino | 1–6       | 27 (1982) | West New Brighton, Staten Island, New York | Italiaans Amerikaans                           |
| Nicole "Snooki" Polizzi            | 1–6       | 22 (1987) | Santiago, Chili                            | Chileens Amerikaans                            |
| Paul "DJ Pauly D" DelVecchio       | 1–6       | 29 (1980) | Johnston, Rhode Island                     | Italiaans Amerikaans                           |
| Ronnie Ortiz-Magro                 | 1–6       | 24 (1985) | Bronx, New York                            | Italiaans Amerikaans-Puerto Ricaans Amerikaans |
| Sammi "Sweetheart" Giancola        | 1–6       | 22 (1987) | Hazlet Township, New Jersey                | Grieks-Italiaans Amerikaans                    |
| Vincent "Vinny" Guadagnino         | 1–6       | 22 (1987) | Staten Island, New York                    | Siciliaans Amerikaans                          |
| Angelina Pivarnick                 | deels 1-2 | 22 (1987) | Staten Island, New York                    | Pools-Italiaans Amerikaans                     |
| Deena Nicole Cortese               | 3–6       | 23 (1987) | New Egypt, New Jersey                      | Italiaans Amerikaans                           |

Op 4 augustus 2011 werd in de Verenigde Staten de eerste aflevering uitgezonden van seizoen 4, waarin de deelnemers naar Florence in Italië gaan. Seizoen 6 was met alle deelnemers, maar met een kleinere rol voor de zwangere Nicole "Snooki" Polizzi en Mike "The Situation", omdat hij aan het afkicken was van zijn verslaving aan pijnstillers en alcohol. Het zesde seizoen begon op 21 oktober 2012. Na 6 seizoenen werd besloten om ermee te stoppen. 
Op 14 januari 2013 kwam er toch nog een vervolg op Jersey Shore, namelijk Geordie Shore. Dit is een officiële re-make van het programma. Het is de officiële Britse versie. Tevens volgde er in 2017 een Amerikaanse variant van Jersey Shore op MTV, Floribama Shore, dat zich afspeelt aan de kust van de staat Florida, ten oosten van Alabama.
Een vervolg op de "echte" Jersey Shore werd uiteindelijk bekendgemaakt. Bijna alle huisgenoten, met uitzondering van Sammi, doen aan dit seizoen mee, dat zich afspeelt in Miami en vanaf april 2018 op tv te zien is.
Het programma-idee van Jersey Shore is vertaald naar de Nederlandse realitysoaps Oh Oh ... (Oh Oh Cherso en Oh Oh Tirol).
- Library of Congress Control Number: no2010125215
- Virtual International Authority File: 175691400